# Колодезки (Стародубский район)
Колодезки — село в Стародубском муниципальном округе Брянской области.

## География
Находится в южной части Брянской области на расстоянии приблизительно 21 км на северо-восток от районного центра города Стародуб.

## История
Возникло не позднее конца XVII века, до середины XVIII века — владение стародубского магистрата, позднее — разных лиц. Церковь Рождества Богородицы упоминалась с XVIII века, не сохранился), ныне возрождена. До 1781 года село входило в полковую сотню Стародубского полка. В 1859 году здесь (село Стародубского уезда Черниговской губернии) был учтен 41 двор, в 1892—87. В середине XX века работал колхоз «Новый свет». До 2019 года входило в состав Гарцевского сельского поселения Стародубского района, с 2019 по 2020 в Меленское сельское поселение до его упразднения.

## Население
Численность населения: 342 человека (1859 год), 554 (1892), 158 человек в 2002 году (русские 100 %), 81 в 2010.